# دیدارهای فوتبال ایران و سنگال
تیم‌های ملی فوتبال ایران و سنگال تاکنون ۲ بار در مقابل یکدیگر قرار گرفته‌اند که حاصل این بازیها، دو تساوی بوده‌است.
جمعاً ۴ گل به ثمر رسیده‌است که سهم تیم ایران ۲ گل و سهم تیم سنگال ۲ گل می‌باشد.

## نخستین بازی
دو تیم ایران و سنگال در تاریخ ۱۲ فروردین ۱۳۸۸ در دیداری دوستانه برای نخستین بار به مصاف هم رفتند.

## بررسی کلی بازی‌ها
| بردهای ایران | ۰ بازی |             | گل‌های ایران | ۲ گل                             |        | بازی‌های برگزار شده در ایران | ۱ بازی |
| مساوی        | ۲ بازی | گل‌های سنگال | ۲ گل        | بازی‌های برگزار شده در کشور بی‌طرف | ۱ بازی |                             |        |
| بردهای سنگال | ۰ بازی |             |             | بازی‌های برگزار شده در سنگال      | ۰ بازی |                             |        |
| مجموع بازی‌ها | ۲ بازی | مجموع گل‌ها  | ۴ گل        | مجموع بازی‌ها                     | ۲ بازی |                             |        |

## عنوان بازی‌ها
| #   | عنوان بازی | تعداد بازی | برد ایران | برد سنگال | مساوی |
| --- | ---------- | ---------- | --------- | --------- | ----- |
| ۱   | دوستانه    | ۲          | ۰         | ۰         | ۲     |
| ۲   | المپیک     | ۰          | ۰         | ۰         | ۰     |
| ۳   | جام جهانی  | ۰          | ۰         | ۰         | ۰     |
| جمع | جمع        | ۲          | ۰         | ۰         | ۲     |

## میزبان و میهمان
| بازیهایی که در ایران برگزار شده‌است       | بازیهایی که در ایران برگزار شده‌است | بازیهایی که در ایران برگزار شده‌است | بازیهایی که در ایران برگزار شده‌است |
| تیم                                      | برد                                | مساوی                              | باخت                               |
| ---------------------------------------- | ---------------------------------- | ---------------------------------- | ---------------------------------- |
| ایران                                    | ۰                                  | ۱                                  | ۰                                  |
| سنگال                                    | ۰                                  | ۱                                  | ۰                                  |
| بازیهایی که در سنگال برگزار شده‌است       |                                    |                                    |                                    |
| تیم                                      | برد                                | مساوی                              | باخت                               |
| ایران                                    | ۰                                  | ۰                                  | ۰                                  |
| سنگال                                    | ۰                                  | ۰                                  | ۰                                  |
| بازیهایی که در کشوری بی‌طرف برگزار شده‌است |                                    |                                    |                                    |
| تیم                                      | برد                                | مساوی                              | باخت                               |
| ایران                                    | ۰                                  | ۱                                  | ۰                                  |
| سنگال                                    | ۰                                  | ۱                                  | ۰                                  |

## فهرست کلی بازی‌ها
| # | تاریخ      | نتیجه بازی      | ورزشگاه / شهر                      | عنوان بازی‌ها | گلزنان                            |
| - | ---------- | --------------- | ---------------------------------- | ------------ | --------------------------------- |
| ۲ | ۱۴۰۱/۰۷/۰۵ | ایران ۱–۱ سنگال | ورزشگاه موشن اینوست آره‌نا، مودلینگ | دوستانه      | آزمون (۶۴)***پورعلی‌گنجی (۵۵-گ. خ) |
| ۱ | ۱۳۸۸/۰۱/۱۲ | ایران ۱–۱ سنگال | ورزشگاه آزادی، تهران               | دوستانه      | معدنچی (۲۸) *** سیسه (۵۷)         |

## گلزنان

### گلزنان تیم ملی ایران
- مهرزاد معدنچی - سردار آزمون

### گلزنان تیم ملی سنگال
- پاپیس سیسه - مرتضی پورعلی‌گنجی